# 宇部工業高等專門學校
宇部工業高等專門學校（National Institute of Technology, Ube College），是一所位於日本山口縣的高等專門學校。

## 概要

### 简介
- 日本国立高等專門學校之一。学校现设5个学科，制御情報工学科、機械工學科、經營情報学科、 電氣工程學科、物質工学科[1]

### 历史
- 1961年 宇部工业短期大学成立并同时设置两个学科:机械工程科與電機工程學科[2]，同时开始招収男女学生。
- 1962年 国立宇部工業高等専門学校開校，並附設国立宇部工業短期大学
- 1964年 宇部工业短期大学最后一年招生[3]
- 1966年 宇部工业短期大学正式停办于1966年3月31日[4]，同年設置工業化学科。
- 1988年 設置制御情報工学科
- 1992年 設置經營情報学科
- 1997年 设置了专攻科，包括生産系統工学專攻和物質工学專攻。專攻科為兩年的教育。

## 教育組織

### 本科（副學士課程）
- 制御情報工学科
- 機械工學科
- 電氣工程學科
- 物質工学科
- 經營情報学科

### 專攻科（學士課程）
- 生産系統工学專攻
- 物質工学專攻
- 經營情報工学專攻[5]

## 外部連結
- 宇部工業高等專門學校（页面存档备份，存于）